# Skjoldhøjkollegiet
Skjoldhøjkollegiet er Danmarks næststørste kollegium med plads til 1.006 beboere på 900 værelser og 50 lejligheder. Kollegiet er beliggende i Brabrand i det vestlige Aarhus, er opført i perioden 1970-73 og projekteret af arkitekterne Knud Blach Petersen og Knud Friis. Landskabsarkitekt Sven Hansen har designet de grønne områder og kunstneren Kasper Heiberg har stået for den oprindelige kunstneriske udsmykning, med flere store skulpturer udført specielt til kollegiet.
Skjoldhøjkollegiet er et af de få kollegier i Aarhus hvor dyr er tilladt, og med den nærliggende hundeskov og de grønne områder i Skjoldhøjkilen, er der mange der vælger Skjoldhøjkollegiet af denne grund. Udover beboelse rummer kollegiet en brugs, en bar for kollegiets beboere, en sauna, en børnehave og en vuggestue (der dog ikke er forbeholdt kollegiets beboere), et musikrum samt en hel del andre aktivitetsrum og aktivitetsforeninger. Foreningerne omfatter en fitnessklub (Skjoldpower). Kollegiets bar råder over en historisk koncertscene; her startede TV-2 i sin tid karrieren.
I anledning af kollegiets 50-års jubilæum holdt man den 26 august 2023 en stor jubilæumsfejring med blandt andet koncerter af Peter A.G, Mepsi Pax og Pradanøia foruden en udstilling over kollegiets lange historie.

## Drift, værelser og udlejning
Skjoldhøjkollegiet er et selvejende kollegium, hvis drift administration varetages af Kollegiekontoret i Aarhus. Det er herigennem udlejningen af de 847 lejligheder og værelser foregår. På kollegiet er der 5 forskellige boligtyper: Opgangsværelse med eget toilet, opgangsværelse med fælles toilet (3 pers. pr. toilet), eget værelse, stor lejlighed til familier samt forskellige typer af dubletter. Traditionelt set er opgange den klassiske kollegieoplevelse, og fællesskabet på en 12 pers. opgang regnes blandt mange unge som en god måde at flytte til en ny by, og få et nyt netværk.

## Beboerdemokratiet
Skjoldhøjkollegiet er i det daglige styret af Beboerrådet, som håndterer store og små beslutninger og problemstillinger. Nedsat af beboerrådet er et klageudvalg, der håndterer brud på husordenen (der naturligvis er fæstet i lejeloven). Klageudvalget mægler og håndhæver husordenen. 
Over beboerrådet er beboermødet, der afholdes den første Tirsdag i hver måned. Her har beboerne mulighed for at stille spørgsmål, involvere sig i kollegiets drift, og tage forslag op til debat. Kollegiets overordnede linje styres af Skjoldhøjkollegiets bestyrelse, der består af repræsentanter udvalgt af Beboerrådet, Studiestederne i Aarhus og byrådet.
Der afholdes årligt valg til beboerrådet, og medlemmerne af beboerråder (BR) vælges for en periode på 2 år.

## Busforbindelser
Skjoldhøjkollegiet har 2 nærliggende busforbindelser: Rute 3A der kører forbi Handelshøjskolen ad Viborgvej, samt rute 4A der kører ad Silkeborgvej mod midtbyen. Begge linjer forbinder med 5A der kører til Aarhus Universitet.